# تيم فيلكر
تيم فيلكر (بالألمانية: Tim Welker)‏ (8 سبتمبر 1993 بألمانيا - ) هو لاعب كرة قدم ألماني في مركز قلب الدفاع. لعب مع بادربورن 07 ونادي هسن كاسل.

## وصلات خارجية
- تيم فيلكر على موقع قاعدة بيانات كرة القدم.إي يو (الإنجليزية)
- تيم فيلكر على موقع بيانات كرة القدم. دي إي (الألمانية)
- تيم فيلكر على موقع Soccerway.com (الإنجليزية)
- تيم فيلكر على موقع AS.com (الإسبانية)